# قطار زرهی ۱۴-۶۹
قطار زرهی ۱۴–۶۹ (روسی: Бронепоезд ۱۴–۶۹، ت. «Bronepoezd 14–69») نمایشنامه‌ای شوروی محصول سال ۱۹۲۷ اثر وسولود ایوانف است. این نمایشنامه که بر اساس رمانی به همین نام در سال ۱۹۲۲ نوشته شده، اولین نمایشنامه‌ای بود که او نوشت و همچنان مهم‌ترین اثر اوست. ایوانف در خلق اقتباس خود، شخصیت منفعل رمان خود را به نماینده‌ای فعال از آرمان‌های پرولتاریایی تبدیل کرد؛ این نمایشنامه، سفر او را از بی‌تفاوتی سیاسی به قهرمانی بلشویکی ترسیم می‌کند. این نمایشنامه که در سیبری شرقی در طول جنگ داخلی اتفاق می‌افتد، تصرف مهمات از یک قطار زرهی ضدانقلاب توسط گروهی از پارتیزان‌ها به رهبری یک کشاورز روستایی به نام نیکولای ورشینین را به تصویر می‌کشد. این نمایشنامه‌ای چهار پرده‌ای در هشت صحنه است که تقریباً ۵۰ شخصیت دارد؛ صحنه‌های جمعیتی بخش برجسته‌ای از ساختار نمایشی اپیزودیک آن را تشکیل می‌دهند.نزدیک به پایان نمایشنامه، یک انقلابی چینی به نام هسینگ پینگ-وو، روی ریل راه‌آهن دراز می‌کشد تا قطار زرهی را مجبور به توقف کند.

## شخصیت‌ها
- نیکولای ورشینین، دهقان
- پکلوانوف، سازمان‌دهنده حزب بلشویک
- هسینگ پینگ-وو، انقلابی چینی
- واسکا اوکوروک
- نزلاسوف، فرمانده قطار زرهی سفید
- نادژدا لوونا، یک گارد سفید پناهنده

## تاریخچه تولید
قطار زرهی ۱۴–۶۹ اولین بار توسط تئاتر هنری مسکو (MAT) که شهرت جهانی دارد، در اجرایی اجرا شد که با اجرای باشکوهی در ۸ نوامبر ۱۹۲۷ افتتاح شد. این نمایش برای جشن دهمین سالگرد انقلاب اکتبر سفارش داده شده بود. این اجرا توسط کنستانتین استانیسلاوسکی، ایلیا سوداکوف و نینا لیتوفتسوا کارگردانی شد (از ۷۶ جلسه تمرین، استانیسلاوسکی ۱۱ جلسه را کارگردانی کرد، اگرچه صحنه‌آرایی اجرا شده عمدتاً توسط خودش انجام شد). نقش اصلی ورشینین را واسیلی کاچالوف (در اولین نقش خود به عنوان یک دهقان) بازی کرد، در حالی که اولگا کنیپر نقش نادژدا لوونا، نیکولای باتالوف نقش واسکا اوکوروک و نیکولای خملف نقش پکلوانوف را بازی کردند. این نمایشنامه‌نویس در طول تمرین‌ها در مورد صحنه‌آرایی صحنه‌های جمعیت، مشاهده کرد که بازیگران تئاتر هنری مسکو «می‌خواهند و می‌توانند توده مردم را به تصویر بکشند و در عین حال هر فرد را در این توده متمایز کنند.» ویکتور سیموف پس از آنکه استانیسلاوسکی طرح‌های اولیه لئونید چوپیاتوف را رد کرد، طراحی صحنه را خلق کرد. این اولین نمایش موفق شوروی بود که تئاتر ارائه داد. در تاریخ تئاتر، تولید قطار زرهی ۱۴–۶۹ توسط ام آی تی به عنوان نقطه عطفی تلقی شده است که منادی شکل جدیدی از رئالیسم سوسیالیستی بود که به زودی بر تولیدات نمایشی در اتحاد جماهیر شوروی تسلط یافت.
همزمان با اجرای این نمایش در مسکو توسط ام ای تی، اجرای دیگری در تئاتر دانشگاهی دولتی درام (که اکنون تئاتر الکساندرینسکی نام دارد) در لنینگراد (که اکنون سن پترزبورگ است) آغاز شد. این اجرا توسط نیکولای پتروف کارگردانی شد. نیکولای سیمونوف نقش ورشینین، بوریس ژوکوفسکی نقش پکلوانوف و ایلاریون پوتسوف نقش نزلاسوف را بازی کردند.
قطار زرهی ۱۴–۶۹ توسط گروه پرولتکولت کاسل، که از سازمان لیگ برای فرهنگ پرولتاریا سرچشمه گرفته بود، در (آلمان) اجرا شد. این نمایش که در ژانویه ۱۹۲۸ افتتاح شد، مورد تحسین عمومی قرار گرفت. این نمایش چند سال بعد در فرانسه اجرا شد. تئاتر اکشن بین‌المللی (Théâtre d'Action) لئون موسیناک آن را در تئاتر بوف دو نورد در پاریس به روی صحنه برد، جایی که در ۵ نوامبر ۱۹۳۲ افتتاح شد. این نمایش توسط آی.ام. دانیل کارگردانی شد و در مطبوعات نقدهای مثبتی دریافت کرد.
این نمایشنامه به یکی از پراجراترین نمایشنامه‌های جدید شوروی تبدیل شد و اکنون بخشی از رپرتوار تئاتر روسیه را تشکیل می‌دهد. جوزف استالین این نمایشنامه را به عنوان «یک اثر خوب با اهمیت انقلابی فراوان» ستود و افزود: «اهمیت آموزشی آن غیرقابل انکار است.»

## سازگاری‌ها
نمایشنامه‌نویس ساندرو شانشیاشویلی نسخه‌ای گرجی از این نمایشنامه نوشت که آن را «آنزور» نامید. او نسخه خود را در داغستان در قفقاز شمالی تنظیم کرد و شخصیت‌هایش را گرجی و لزگی ساخت. قهرمان نمایشنامه یک چچنی به نام آنزور چربیژ بود و شانشیاشویلی حضور ارتش سفید را از صحنه حذف کرد. او همچنین پایان آن را تغییر داد و رقص لزگینکا را که توسط زایرا اجرا می‌شد، جایگزین کرد تا مشخص شود چه کسی خود را برای متوقف کردن قطار زرهی فدا می‌کند.
نمایش «آنزور» اولین بار در سال ۱۹۲۸ در تئاتر روستاولی در تفلیس در یک اثر غیر ناتورالیستی به کارگردانی ساندرو آخمتلی و با طراحی صحنه‌ای ساخت‌گرا از ایراکلی گمرکلی اجرا شد. آکاکی خوراوا نقش آنزور را بازی کرد.در نقدی، شاعر سیمون چیکووانی از این نمایش به دلیل بی‌اهمیت جلوه دادن انقلاب انتقاد کرد.
یاکوف پروتازانوف، کارگردان اهل شوروی، در سال ۱۹۳۱ نسخه‌ای سینمایی از این داستان را با نام تامی کارگردانی کرد.